# República (cruzador)
República foi um cruzador operado pela Marinha do Brasil. Foi construído pelo estaleiro Armstrong, em Newcastle-upon-Tyne, no Reino Unido, e lançado ao mar em 1892. Batizado em homenagem à Proclamação da República de 1889, sendo o único navio da armada a ostentar este nome, era classificado como cruzador de 2.ª classe. Com dimensões de 68,58 metros de comprimento, 10,67 metros de boca,  5,19 metros de pontal e 4,57 metros de calado, possuía um deslocamento de 1 231 toneladas. Sua blindagem de aço tinha espessura de 2,5 polegadas no convés. Equipado com um sistema de propulsão híbrido, combinando velas e motores a vapor, alcançava uma potência de 3 800 HP e uma velocidade máxima de 16 nós. Sua artilharia incluía seis canhões Armstrong de 120 mm, quatro Nordenfelt de 57 mm, seis metralhadoras e quatro tubos lança-torpedos de 440 mm, sendo operado por uma tripulação de 132 marinheiros.
Em abril de 1893, o República participou da primeira Revista Naval de Hampton Roads, nos Estados Unidos, ao lado do encouraçado Aquidabã e do cruzador Tiradentes. Ainda naquele ano, durante a Revolta da Armada, desempenhou papel importante em ações como o bombardeio à Fortaleza de Santa Cruz e a retomada da cidade de Desterro (hoje Florianópolis). Sob o comando do Capitão de Fragata Álvaro Belfor, capturou o vapor rebelde Júpiter. Em 1894, afundou a canhoneira Cananéia e teve seu nome temporariamente alterado para Quinze de Novembro.
O navio recuperou seu nome original em 1895. No ano seguinte, integrou uma Divisão Naval sob o comando do Contra-Almirante Júlio de Noronha, junto com o encouraçado Aquidabã e o cruzador Tiradentes, representando o Brasil em uma Revista Naval liderada pelo presidente dos Estados Unidos, Grover Cleveland, durante a Exposição Internacional de Chicago.
Entre 1901 e 1902, o República passou por modernizações nas oficinas da Casa Laje, na Ilha do Viana, com alterações em sua mastreação. Em 1908, foi novamente atualizado pelo mesmo estaleiro. Em 1910, foi incorporado à Flotilha do Amazonas, e, em 1913, submetido a reparos no Dique Guanabara, no Arsenal de Marinha do Rio de Janeiro, incluindo raspagem e pintura do casco. Durante esse período, permaneceu atracado no Rio de Janeiro, sem realizar missões. Em 1914, continuou em manutenção até o final do ano.
Em setembro de 1915, o República foi reincorporado à Flotilha do Amazonas por meio do Aviso nº 3.381. Em 1920, após a Mostra de Desarmamento, encerrou formalmente sua carreira militar. Entretanto, em 1922, desempenhou uma última missão de destaque ao apoiar a histórica travessia do Atlântico realizada pelos aviadores portugueses Gago Coutinho e Sacadura Cabral, posicionando-se próximo aos Penedos de São Pedro e São Paulo.